# Вільгельм II (герцог Аквітанії)
Вільгельм II Молодий (*Guillaume II le Jeune, д/н —12 грудня 926) — герцог Аквітанії у 918—926 роках.

## Життєпис
Походив з роду Беллонідів. Син Акфреда, графа Каркассона, та Аделінди (доньки Бернарда, графа Оверні). Про дату народження відсутні відомості. Вперше згадується у 910 році. Ймовірно брав участь у походах Вільгельма I.
У 918 році після смерті вуйка Вільгельма I, герцога Аквітанії, стає новим герцогом, а також графом Оверні, Макон, Отен, Ліон, Беррі. 919 року зазнав невдачі проти короля Рауля, який відняв графство Беррі. Водночас передав маркізат Готію Раймунду II, графу Тулузи. Цим забезпечив безпеку своїх кордонів на півдні.
Продовжив боротьбу на боці короля Карла III Простокуватого проти Рауля I до 923 року, коли перший зрікся трону. 924 року бився проти Рауля I, але без певного успіху. За компромісною угодою, Вільгельм II отримав назад графство Беррі та визнання герцогом Аквітанії. Натомість Вільгельм II приніс оммаж королю. Разом з останнім боровся проти королівства Бургундія (Арелат) та відбивав напади норманів на королівські землі.
У 926 році повстав проти Рауля I, вимагаючи повернення на трон Карла III Простокуватого. Під час цієї військової кампанії, коли ворог вже перетнув річку Луару, Вільгельм II раптово помер. Владу перебрав його брат Акфред.